# The Voice of Midnight
The Voice of Midnight to album autorstwa awangardowej grupy The Residents wydany w 2007 roku. Koncepcja płyty oparta jest na opowiadaniu Piaskun pióra niemieckiego poety E.T.A. Hoffmanna opowiadającego historię Nathaniela męczonego strachem przed bohaterem z dzieciństwa, Piaskunem, który go rzekomo prześladuje. Na płycie gościnnie wystąpili Corey Rosen (wokalnie wcielił się w rolę głównego bohatera), Gerri Lawler (śpiewająca partię dziewczyny protagonisty, Clair), Carla Fabrizio oraz Nolan Cook. Do pierwszych 500 kopii albumu dołączono zawierającą pięć utworów EPkę pod tytułem The Sandman Waits.

## Lista utworów
1. „Scene 1 (The Sandman)”
2. „Scene 2 (Mental Decay)”
3. „Scene 3 (Claire's Response)”
4. „Scene 4 (In The Dark)”
5. „Scene 5 (Professor Calligari)”
6. „Scene 6 (The Telescope)”
7. „Scene 7 (True Love)”
8. „Scene 8 (Seven Cats)”
9. „Scene 9 (Catatonia)”
10. „Scene 10 (The Proposal)”
11. „Scene 11 (The Tower)”
12. „Scene 12 (Epilogue)”